# Liviu Ganea
Liviu Adrian Ganea (Bucarest, 23 febbraio 1988) è un calciatore rumeno, attaccante del CSMS Iasi.

## Carriera

### Club
Nel 2006-2007 ha esordito con la Dinamo Bucarest nel campionato rumeno di calcio, giocando 9 partite con 2 gol. Dopo i prestiti all'Otopeni e all'Astra Ploiești, è tornato a giocare nella Dinamo Bucarest.